# Buckfastleigh
Buckfastleigh è una piccola città di mercato e parrocchia civile di 3 661 abitanti della contea del Devon, in Inghilterra. Si trova vicino alla superstrada del Devon (A38), ai margini del Parco Nazionale di Dartmoor. Fa parte del distretto di Teignbridge e, a fini ecclesiastici si trova all'interno del decanato di Totnes.
Si tratta di un centro turistico, sede dell'Abbazia di Buckfast, la ferrovia del Devon del Sud, la Fattoria delle farfalle di Buckfastleigh e il Santuario delle lontre, la Tomba del soldato valoroso e quella del signorotto Richard Cabell.